# Torrecilla de la Jara
Torrecilla de la Jara község Spanyolországban, Toledo tartományban. Torrecilla de la Jara Alcaudete de la Jara, Retamoso de la Jara, Los Navalucillos, Espinoso del Rey, Robledo del Mazo és Sevilleja de la Jara községekkel határos. Lakosainak száma 222 fő (2024).

## Népesség
A település népessége az utóbbi években az alábbiak szerint változott:
| Lakosok száma | 301  | 334  | 337  | 303  | 293  | 260  | 238  | 224  | 208  | 222  |
|               | 2001 | 2004 | 2007 | 2009 | 2012 | 2014 | 2017 | 2019 | 2022 | 2024 |